# Mon Dieu, aide-moi à survivre à cet amour mortel
Mon Dieu, aide-moi à survivre à cet amour mortel (en russe : Го́споди! Помоги́ мне вы́жить среди́ э́той сме́ртной любви́ ; en allemand : Mein Gott, hilf mir, diese tödliche Liebe zu überleben), également connu sous les noms de Baiser fraternel ou Baiser de la fraternité, est une œuvre picturale de type graffiti, du street artist russe Dmitri Vrubel, réalisée sur un morceau du mur de Berlin, peu après l'effondrement du régime est-allemand, en 1990.
Elle représente un baiser fraternel entre le dirigeant de l'Union des républiques socialistes soviétiques (URSS), Léonid Brejnev, et du dirigeant de la République démocratique allemande (RDA), Erich Honecker. La peinture est inspirée d'une photographie prise par le Français Régis Bossu le 7 octobre 1979, lors de la célébration du 30e anniversaire de la création de la RDA.
Symbolise l'alliance de la RDA et de l'URSS.
Détruite en 2009 dans le cadre d'un projet de restauration de l'East Side Gallery, l'œuvre est ensuite reproduite par l'artiste la même année.

## Description

### Photographie d'origine
La technique employée par Dmitri Vrubel est similaire à celle qu'il utilise d'une manière générale, c'est-à-dire la reproduction picturale d'une photographie de visage d'une personnalité médiatique, le plus souvent politique, qu'il modifie et stylise ensuite pour les besoins de son œuvre.
La photographie qui a servi de modèle à cette peinture est un cliché en noir et blanc de Régis Bossu, un photographe français qui couvrait l'actualité allemande pour l'agence Sygma. La photo est réalisée le 5 octobre 1979, dans le cadre du 30e anniversaire de la formation de la République démocratique allemande. La scène a lieu à la résidence des invités d'honneur, au nord de Berlin, où ont lieu les discours des politiques et les échanges de cadeaux diplomatiques.
Le cliché pris par Régis Bossu représente Léonid Brejnev, alors secrétaire général du Parti communiste de l'Union soviétique, embrassant sur la bouche Erich Honecker, président du Conseil d'État de la République démocratique allemande. Il s'agit d'un baiser fraternel socialiste entre les deux hommes.
La photographie fait la une du magazine français Paris Match, accompagnée du titre « Le Baiser ». C'est cette couverture qui fait connaître la photographie à Dmitri Vrubel.

### Reproduction picturale
L'œuvre picturale de Dmitri Vrubel est une peinture murale de 3,6 mètres de hauteur et de 4,8 mètres de largeur. Elle a été réalisée sur une partie du mur de Berlin connue sous le nom d'East Side Gallery, une portion de 1,3 kilomètre qui fait office de galerie d'art en plein air et sur laquelle, peu après la chute du mur au début des années 1990, une centaine d'artistes se sont illustrés.
La peinture ne représente qu'une partie de la photographie d'origine. Elle cadre en très gros plan le sujet du cliché ; ne figurent donc sur l'œuvre du peintre que les visages des deux protagonistes, en plan serré, une partie du crâne d'Erich Honecker étant coupée.
L'œuvre comporte deux légendes, l'une en russe et l'autre en allemand, donnant son titre à l'œuvre, dont la traduction en français est généralement Mon Dieu, aide-moi à survivre à cet amour mortel.

## Dégradation et rénovation

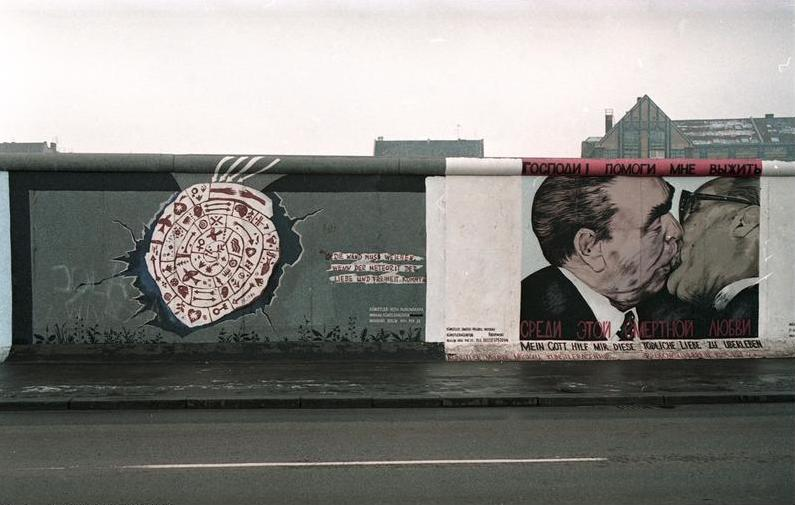
La peinture originale, en 1990 (source : Archives fédérales allemandes).
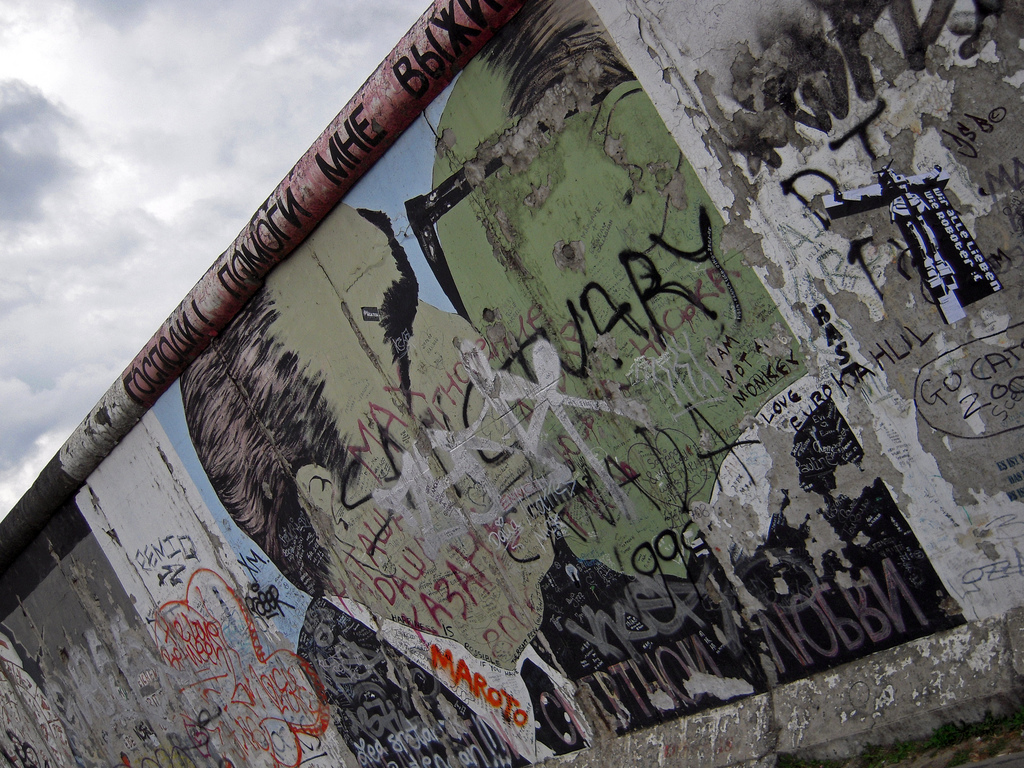
La peinture en 2008, fortement dégradée par le temps et les vandalismes.
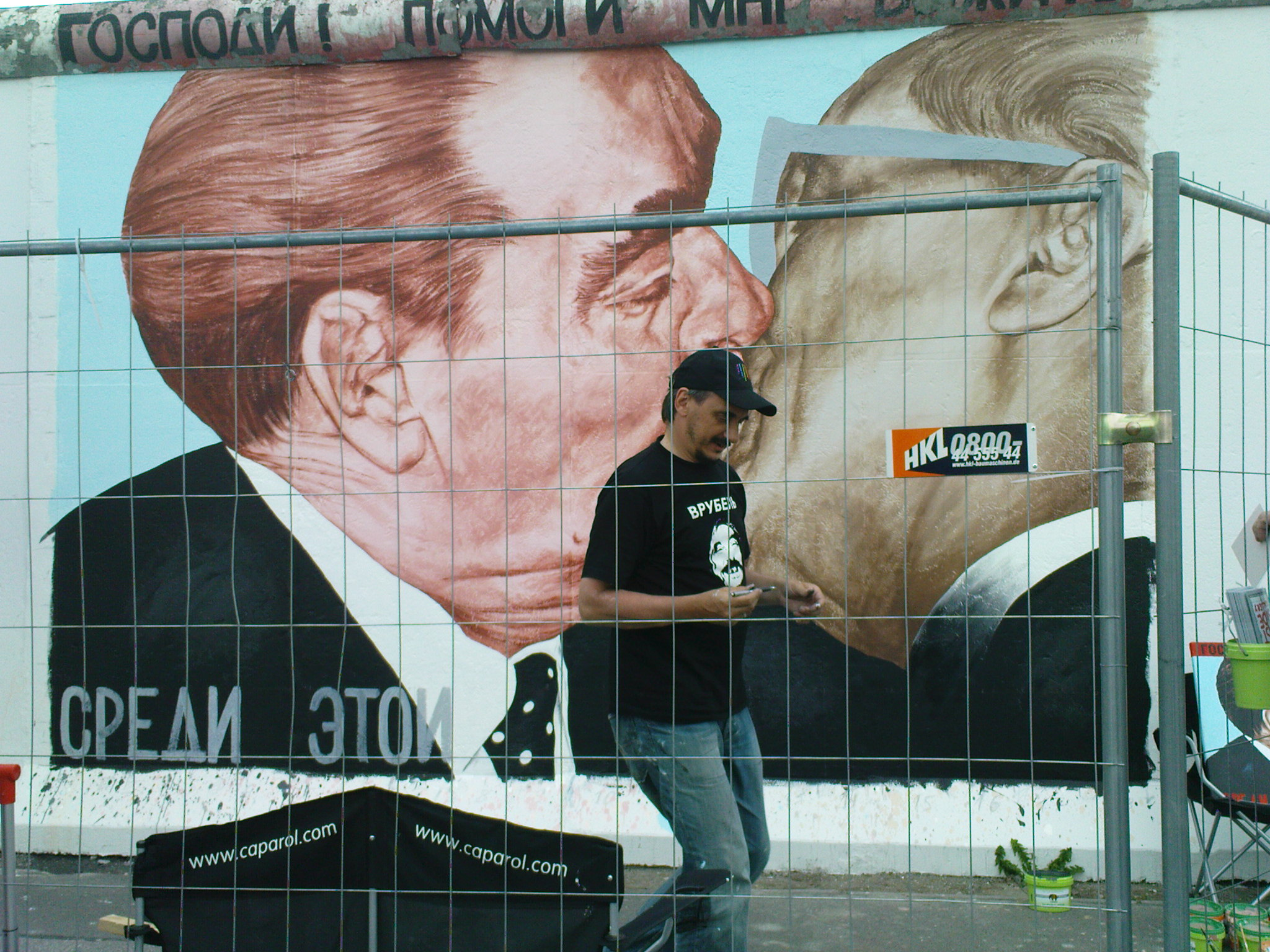
Dmitri Vrubel, lors de la restauration de son œuvre, en 2009.
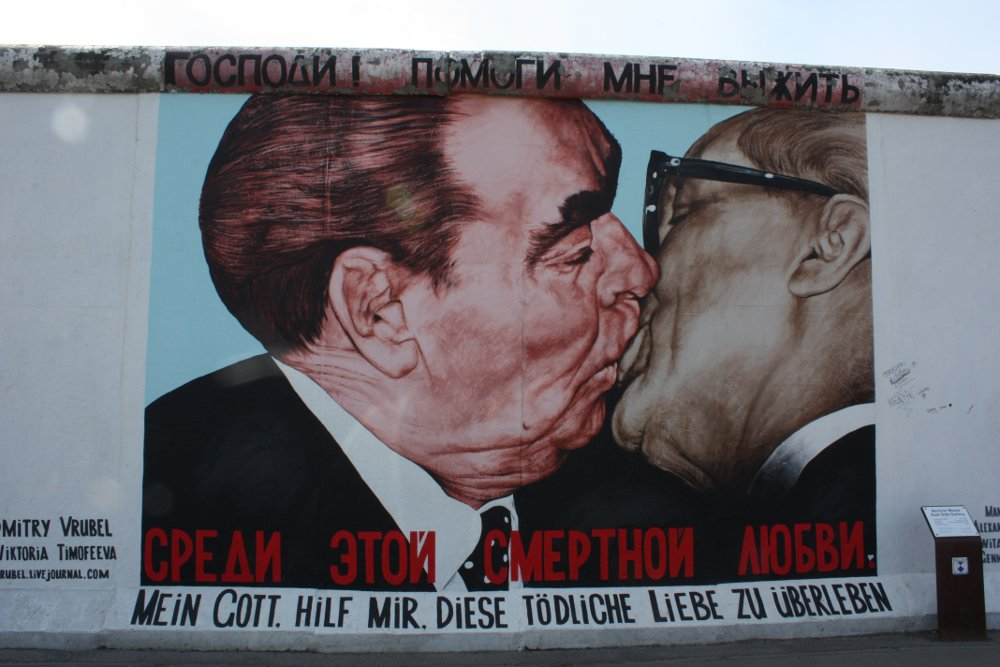
L'œuvre après restauration, photographiée en 2010.